# Животињски језик
Животињски језик је облик комуникације животиња који показује сличност са људским језицима. Животињска комуникација може да се докаже коришћењем лексиграма. Неки сматрају да постоји значајна разлика између људске и животињске комуникације, те да нема ништа заједничкога. Неки мисле да су животињски језици међусобно повезани. Иако се термин "животињски језик" користи, готово се сви истраживачи слажу да животињски језици нису тако сложени и изражајни као људски језици.